# MVV Alcides
MVV Alcides (Meppeler Voetbalvereniging Alcides) is een Nederlandse amateurvoetbalvereniging uit de plaats en gemeente Meppel in de provincie Drenthe.

## Geschiedenis
MVV Alcides werd op 14 november 1907 opgericht en is hiermee de oudste voetbalvereniging van Meppel. In oktober 1909 sloot de vereniging zich aan bij de NCVB, een onderbond van de KNVB voor de regio Zwolle. Aanvankelijk speelde de vereniging onder de naam Hercules, maar in 1911 werd op last van de NCVB de naam gewijzigd in Alcides, de naam die zij thans nog steeds voert.
In 1968 wordt de voetbalvereniging omgedoopt tot de brede sportvereniging SV Alcides. Sindsdien werden bij Alcides ook andere sporten, zoals korfbal, basketbal, schaken, handbal, tafeltennis beoefend. In die periode speelde Desi Bouterse, de latere dictator en president van Suriname, basketbal in het eerste team en werd hij gezien als een van de meest talentvolle spelers. In 1974 stootte Alcides de niet-voetbalgerelateerde activiteiten weer af. Zo ging de basketbalafdeling zelfstandig door als de Red Giants.
In juni 2019 werden de Alcides-spelers Peter Fokke, Jermain Baicadila en Jerman Wobbes door bondscoach Ron Jans opgenomen in het Noord-Nederlands voetbalelftal. In de wedstrijd tegen Noord-Duitsland op 15 juni scoorde Wobbes tijdens zijn debuut tweemaal, maar dit kon niet verhinderen dat Noord-Nederland na strapschoppen met 3-4 verloor.
Accommodatie
Tussen 1930 en 1950 speelde Alcides op Sportpark de Bult. In 1950 verhuisde de club naar het "Sportpark Ezinge". Tegenwoordig zijn daar ook de voetbalclubs FC Meppel en MSC gevestigd. Ook de atletiekbaan van AV De Sprinter ligt op dit sportcomplex.

## Standaardelftallen

### Zaterdag
Met ingang van het seizoen 2021/22 komt de club ook met een standaardelftal uit in de zaterdagafdeling van het amateurvoetbal. Het startte in de Vijfde klasse van het KNVB-district Noord, het laagste niveau in dit district.

#### Competitieresultaten 2021-heden
| - 5F |

| 3 5G |

| 7 4E |

| 5G |

| Vierde klasse | Vijfde klasse |

### Zondag
Het standaardelftal speelt met ingang van het seizoen 2018/19 weer in de Hoofdklasse, de hoogst bereikte competitie. Eerder kwam het hier acht seizoen in uit (2008/09-2015/16), waarvan de eerste twee seizoenen op het hoogste amateurniveau. De seizoenen in de Eerste klasse zondag voor het seizoen 1974/75 werden ook op het hoogste amateurniveau gespeeld, hoofdzakelijk in het KNVB-district Noord, incidenteel in district Oost.

#### Competitieresultaten 1915–heden
| 2 |

| 2 3A |

| 2 |

| 1 |

| 3 |

| 7 |

| 8 |

| 7 |

| 9 |

| 3 |

| 10 |

| 2 2A |

| 1 2A |

| 4 |

| 4 |

| 9 |

| 4 |

| 9 |

| 9 |

| 10 |

| 8 2A |

| 5 2A |

| 6 2A |

| 3 2A |

| 4 2A |

| 1 |

| 2 2A |

| 4 2A |

| 3 2A |

| 4 2A |

|  |

| 2 2A |

| 1 2A |

| 2 2A |

| 3 2A |

| 2 2A |

| 3 2A |

| 2 2A |

| 2 2A |

| 8 2A |

| 7 2A |

| 2 2A |

| 7 2A |

| 1 2A |

| 8 1B |

| 9 1B |

| 3 1B |

| 11 1C |

| 3 2A |

| 1 2A |

| 8 1C |

| 5 1C |

| 3 1C |

| 7 1C |

| 2 1C |

| 9 1C |

| 9 1C |

| 11 1C |

| 12 2A |

| 4 3A |

| 1 3A |

| 4 2A |

| 2 2A |

| 1 2A |

| 12 1D |

| 3 2A |

| 8 2B |

| 10 2B |

| 9 2B |

| 3 2B |

| 4 2B |

| 1 2B |

| 9 1C |

| 10 1C |

| 11 1C |

| 5 2B |

| 1 2B |

| 11 1C |

| 4 2B |

| 6 2A |

| 9 2B |

| 2 2B |

| 8 2K |

| 11 2K |

| 5 3A |

| 8 3A |

| 4 2L |

| 4 2L |

| 11 1E |

| 9 2K |

| 2 2L |

| 9 1F |

| 4 1F |

| 2 1F |

| 11 C |

| 10 C |

| 4 C |

| 3 C |

| 4 C |

| 5 C |

| 8 C |

| 14 C |

| 4 1E |

| 2 1F |

| 6 A |

| -- A |

| -- A |

| 11 A |

| 15 A |

| 11 1I |

| -- 2H |

| Hoofdklasse/4e Divisie | Eerste klasse | Tweede klasse | Derde klasse | Noodcompetitie |

In elke staaf van de grafiek staat van boven naar beneden vermeld: 
- Eindnotering

Dit is de positie die de club heeft bereikt in de competitie, zonder eventuele beslissings-, play-off- of nacompetitiewedstrijden die nodig zijn geweest om bijvoorbeeld de kampioen van de competitie te bepalen.
Indien een * achter het getal staat is de notering een tussenstand en kan het zijn dat de notering niet overeenkomt met de uiteindelijke eindstand van de competitie.
Staat er een - dan is het seizoen nog bezig en is er geen definitieve uitslag bekend.
Staat er xx op de positie van de notering, dan heeft de club vroegtijdig de competitie verlaten. Dit kan onder andere komen door terugtrekking van het team, faillissement van de club of door een uitgedeelde straf van de KNVB. In veel gevallen staat elders in het artikel de reden vermeld.
Staat er een ? dan is het resultaat uit het verleden onbekend, en is alleen de competitie of het niveau bekend van dat seizoen.
In de seizoenen 2019/20 en 2020/21 werd wegens de coronacrisis het amateurvoetbal afgebroken. Daardoor kennen deze staven geen eindklassering (middels -- weergegeven).
- Competitieniveau en afdelingsletter of Officiële eindstand Eredivisie
  - Competitieniveau en afdelingsletter

Hierbij geeft het getal het niveau weer, dat ook terug te vinden is in de legenda. De letter is de afdelingsaanduiding en wordt gebruikt wanneer er meer afdelingen zijn op hetzelfde niveau. De afdelingsletter is altijd een hoofdletter en wordt meestal zonder nummer gebruikt.
Voorbeeld: 2F is niveau 2e klasse competitie F.
Het competitieniveau en nummer wordt niet vermeld wanneer er slechts één competitie van dit niveau was.
  - Officiële eindstand Eredivisie (getal staat tussen haakjes vermeld)

Sinds de introductie van play-offwedstrijden voor Europees voetbal na afloop van de reguliere competitie in 2005/06, is de KNVB verplicht een eindstand van de Eredivisie door te geven aan de UEFA aan de hand van deze play-offwedstrijden.
Bij deze eindstand staan clubs die zich hebben gekwalificeerd voor Europees voetbal hoger dan clubs die zich niet wisten te kwalificeren. Indien er geen verschil was tussen de eindnotering en de officiële eindstand, staat dit getal niet vermeld.

- Onderafdeling

Hier staat afgekort de naam van de onderafdeling indien de club in dat jaar in een onderafdeling uitkwam. Tevens staat deze afkorting in de legenda en wordt gelinkt naar het artikel over deze onderafdeling. Deze afkorting wordt alleen vermeld wanneer de club in het verleden in verschillende onderafdelingen heeft gespeeld. Deze vermelding is in de staaf altijd in kleine letters. Deze onderafdelingen zijn na het seizoen 1995/96 afgeschaft. Heeft de club in slechts één onderafdeling gespeeld, dan is dit alleen terug te vinden in de legenda.
Onder de staaf staat het jaartal vermeld waarin het seizoen is afgesloten. 15 verwijst naar het seizoen 2014/15 of eventueel het seizoen 1914/15.
Wanneer een staaf leeg is, zijn deze gegevens niet bekend. Het kan ook zijn dat de club dat seizoen niet heeft meegespeeld op het hogere amateurniveau, vroegtijdig de competitie heeft verlaten of uit de competitie is gezet.

In het seizoen 1944/45 was er wegens de Tweede Wereldoorlog geen regulier competitievoetbal.

#### Alcides in de KNVB Beker
Dit schema laat de resultaten zien van Alcides tegen profclubs in de KNVB Beker.
| Seizoen | Ronde    | Wedstrijd            | Uitslag |
| ------- | -------- | -------------------- | ------- |
| 2018/19 | 2e ronde | Alcides - AZ Alkmaar | 0-6     |

## Bekende (oud-)spelers
- Joey van den Berg
- Bas Bloemen
- Eric-Jan Lijzen
- Daley Sinkgraven
- Jan van der Veen
- Bas van Wegen
- Bas Sibum

## Bekende (oud-)trainers
- Claus Boekweg

MVV Alcides · FC Meppel · MSC · SVN '69